# San Pietro in Gu
San Pietro in Gu (velenceiül San Piero in Gù) település Olaszországban, Veneto régióban, Padova megyében. Lakosainak száma 4198 fő (2023. január 1.). San Pietro in Gu Bolzano Vicentino, Carmignano di Brenta, Gazzo, Pozzoleone, Bressanvido, Grantorto és Quinto Vicentino községekkel határos.

## Népesség
A település lakossága az elmúlt években az alábbi módon változott:
| Lakosok száma | 4497 | 4435 | 4198 |
|               | 2017 | 2018 | 2023 |